# Groupe Hervé
 (janvier 2021).
Pour les articles homonymes, voir Hervé.
Le Groupe Hervé est un groupe français d'environ 3 800 salariés spécialisé dans l'installation, la maintenance et le conseil d'outils de gestion de l'énergie dans le BTP. Il est implanté dans 65 villes en France, Suisse, Belgique et Luxembourg, ainsi qu'au Maroc et dans l’Océan Indien[réf. nécessaire]. Le groupe s'est constitué autour de l’entreprise historique Hervé Thermique.
Présenté fréquemment comme un modèle d'entreprise libérée, le Groupe Hervé est connu pour son organisation alternative, sans chef et sans ordres. Mais selon France Culture et la Cellule investigation de Radio France « cette philosophie originale a aussi épuisé certains salariés et conduit les dirigeants du groupe à les classer en "dauphins", "moutons" et "renards" », ce que dément le groupe.

## Histoire
Cette section ne s'appuie pas, ou pas assez, sur des sources secondaires ou tertiaires indépendantes du sujet.

Pour l'améliorer, ajoutez-en, ou placez des modèles {{Source secondaire souhaitée}} ou {{Source secondaire nécessaire}} sur les passages mal sourcés. (août 2022)
En 1972, Michel Hervé fonde une PME, la société Hervé Thermique, à Parthenay dans les Deux-Sèvres (aujourd’hui en région Nouvelle-Aquitaine).
Des structures intègrent le groupe, telles que ONEX en 1980 et Tôlerie Industrielle en 1981. La holding Financière Hervé est créée en 1997 ; Hervé Thermique devient la principale filiale du groupe, dont l’effectif est alors de 1 000 personnes. Hervé Thermique déplace son siège social à Joué-lès-Tours. Le département informatique de la société intègre iMDEO, filiale du Groupe.
Le développement se poursuit avec l’intégration du groupe suisse Alvazzi Groupe en 2007. Son effectif atteint alors les 2 000 personnes. En 2008, le Groupe intègre Chouteau Atlantique, SN-Hydro & SMCT et crée la société BSE.
En 2009, Emmanuel Hervé est nommé président du directoire ; Michel Hervé devient président du conseil de surveillance.
Le groupe acquiert ou crée Alerteo & Hervé Maroc en 2011 ; Guard’s Conseil Formation en 2012 ; Billon en 2013 ; Actem’ Otel en 2014 ; le groupe belge Pelzer Group en 2016 ; Hervé Concept & Design en 2018 ; Eddy Buchard S.A (Suisse) en 2019 ; Your Service Pro LTD (île Maurice) en 2020 ; et Effet d'O en 2022.

## Modèle organisationnel et managérial
Le fondateur du Groupe Michel Hervé indique que son approche est inspirée par les notions d'économie contributive et de création collaborative. Chaque collaborateur peut être "intraentrepreneur" en s'impliquant dans le collectif. Les salariés sont ainsi réunis régulièrement en petit groupe pour réfléchir, s'exprimer librement, se confronter sur des sujets stratégiques et choisissent leur leader parmi leurs membres.
Chaque équipe de production, constituée de dix à vingt personnes, est encadrée par le « manager », qui portera les décisions de l'équipe au niveau hiérarchique supérieur et cherchera à les harmoniser avec celles des autres équipes. Les dirigeants affirment que le manager est choisi à la fois par les membres de l'équipe, les collègues de même niveau et la direction. Michel Hervé dit ainsi mener depuis plus de 40 ans une expérience de « démocratie concertative et représentative ».
Le management pratiqué n'est pas qualifié de participatif, mais de « concertatif » par le fondateur du groupe qui affirme que : « chaque salarié est considéré comme un intra-entrepreneur, et les décisions sont prises collectivement au niveau d’une unité de quinze personnes lors d’une réunion mensuelle (…). Les équipes se fixent leurs propres objectifs. »
Le Groupe Hervé servirait de modèle auprès d'autres entreprises pour son management qualifié de concertatif, consistant à impliquer les personnels dans les décisions.
Selon le journal Les Échos, le fait que l'entreprise soit bâtie sur la confiance et l'autonomie des équipes avec une valorisation des résultats collectifs et non individuels lui a permis de traverser la première phase de crise sanitaire de 2020 avec seulement 3 % de chômage partiel alors que le secteur du BTP « se situait plutôt autour de 90 % ».

## Études, critiques et enquête
Une équipe dirigée par Alain d’Iribarne, sociologue directeur de recherches au CNRS, étudia Hervé Thermique, entre 2004 et 2005. Cela donna lieu à la publication d'un livre.
Par la suite, différents auteurs qualifient tour à tour l’organisation du Groupe Hervé de « fractale », « dotée d’un fonctionnement holistique » et de « collaboratif ».
Si le Groupe Hervé a été parfois décrit comme une « entreprise sans chef », il ne relève pas pour autant de l’autogestion, forme organisationnelle dénuée de managers. Les sociétés constituant le Groupe Hervé comportent des managers, mais ceux-ci ne sont pas censés avoir pour fonction de décider, mais plutôt d’organiser la coopération entre les membres de l’équipe afin de faire émerger des décisions collectives. En ce sens, il est plus juste de parler d’auto-organisation.
Christophe Assens explique en 2013 : « Le partage de l’autorité́ chez Hervé Thermique est comparable à une "démocratie d’entreprise". » Il écrit en 2016 que « la "libération de l'entreprise" repose tout d'abord sur la volonté des dirigeants-propriétaires de renoncer au financement sur les marchés financiers pour préserver l'indépendance de gestion, avant de déléguer le pouvoir aux collaborateurs pour utiliser au mieux cette indépendance. Il s'agit d'inverser la pyramide hiérarchique ». En 2018, il ajoute que « l'auto-organisation dans le Groupe Hervé ne signifie […] pas absence totale de contrôle, ce contrôle est simplement exercé collectivement par tous les membres de l'équipe, à partir de normes communes de travail co-construite, puis harmonisées au niveau supérieur ».
Thibaud Brière, ex cadre licencié fin 2018, critique une pratique instaurée en 2017 de catégorisation des salariés en fonction de leur adaptation supposée au modèle participatif, visant à écarter ceux qui n'y souscriraient pas. Le virage pris en 2016, selon Brière, amène aussi à cesser de donner aux salariés l'accès aux compte-rendu des réunions des managers, à l'arrêt des formations au fonctionnement concertatif des équipes et à une remise en cause de la philosophie de confiance a priori.
Une enquête de la cellule investigation de Radio France indique que Michel Hervé promeut une grille d'analyse classant les salariés en trois catégories : dauphins, moutons et renards. Ces derniers, « rusés » et « menteurs », font figure de menace pour le collectif, aussi Michel Hervé juge-t-il qu'ils sont à « supprimer » de l'entreprise, relate Radio France. Cette grille d'analyse des salariés a été appliquée à plusieurs reprises par des managers, soulignent les journalistes,. Le Groupe Hervé affirme ne pas réaliser de classement des salariés, ce que confirment des élus du comité social et économique de l'entreprise (ainsi que des communiqués du Medef et de la CFDT,) ; La Nouvelle République du Centre-Ouest indique a contrario qu'une source proche de la direction de l'entreprise confirme l'existence dudit classement,.
Christophe Assens et Jean-Pierre Bouchez affirment dans l'ouvrage Management libéré qu'« il n’existe aucune pratique managériale, visant à classer ou à catégoriser les collaborateurs au sein du Groupe Hervé », en s'appuyant sur un entretien collectif avec une quinzaine de salariés réalisé en octobre 2020, tout en indiquant que « la typologie moutons/dauphins/renards était utilisée parfois comme métaphore dans des conférences ou lors des journées d’accueil des salariés ».
Prenant du recul par rapport au cas particulier du groupe Hervé, la sociologue Danièle Linhart considère que l'entreprise libérée garde les salariés sous contrôle : la transparence exigée sert à déployer une forme renouvelée de contrôle, dont les salariés sont à la fois les victimes et les complices.
Une étude menée en 2022 par l'entreprise Great Place to Work donne lieu à une certification pour la qualité de vie au travail, avec un indice général de 79% des salariés qui répondent positivement, soit 30 points au-dessus de la moyenne nationale,.